# Kabau
Kabau (arab.: كاباو) – miasto w północno-zachodniej części Libii, w gminie Nalut. Leży ono w odległości 9 km na południe od drogi Trypolis – Nalut i około 70 km na zachód od Dżadu, na północnym skraju Trypolitanii, w Górach Nafusa.

## Historia
Dawniej było to miasto berberyjskie należące do obszaru administracyjnego Ghadamis. Po II wojnie światowej było okupowane przez wojsko francuskie i administrowane przez francuskie władze wojskowe w Tunisie, w roku 1951 powróciło pod kontrolę Libii.

## Atrakcje turystyczne
Na wzgórzu stoi opuszczona berberyjska twierdza Ksar Kabau.
Niemal co roku w kwietniu odbywa się tam Qasr Festival.